# Xã Cherokee, Quận Greene, Missouri
Xã Cherokee (tiếng Anh: Cherokee Township) là một xã thuộc quận Greene, tiểu bang Missouri, Hoa Kỳ. Năm 2010, dân số của xã này là 4.517 người.